# LTI. La lengua del Tercer Reich
LTI. La lengua del Tercer Reich: apuntes de un filólogo (LTI. Notizbuch eines Philologen, en alemán) es un libro de Victor Klemperer, filólogo y profesor de literatura en la Universidad de Dresde de origen judío, redactado entre 1945 y 1946 y publicado en 1947, que trata del uso del lenguaje en la propaganda nazi, al que Klemperer llama paródicamente en latín «Lingua Tertii Imperii» («La lengua del Tercer Imperio», LTI).

¿Cuál era el medio de propaganda más potente del hitlerismo? ¿Eran los discursos individuales de Hitler y de Goebbels, sus declaraciones sobre este o aquel tema, su agitación contra el judaísmo, contra el bolchevismo? [...]
No, el efecto más potente no lo conseguían ni los discursos, ni los artículos, ni las octavillas, ni los carteles, ni las banderas; no lo conseguía nada que se captase mediante el pensamiento o el sentimiento conscientes.
El nazismo se introducía más bien en la carne y en la sangre de las masas a través de palabras aisladas, de expresiones, de formas sintácticas que imponía repitiéndolas millones de veces y que eran adoptadas de forma mecánica e inconsciente.
Victor Klemperer, LTI, 1947.

El libro fue publicado en la Zona de ocupación soviética de Alemania por la editorial Aufbau, que había sido fundada en 1945 bajo los auspicios de Johannes Becher para revitalizar la vida cultural alemana. En un principio la editorial siguió una línea bastante pluralista, pero en enero de 1947 se introdujo oficialmente la censura y la obra de Klemperer fue una de las publicadas antes de que, con el crecimiento de las tensiones de la Guerra Fría, se impusiera un control ideológico más estricto.
La lengua del Tercer Reich estudia la forma en que la propaganda nazi alteró el idioma alemán para inculcar la ideología nacionalsocialista a la población. Klemperer escribió el libro bajo la forma de notas en su diario, sobre todo desde el auge del régimen nazi en 1933, y aún más después de 1935, cuando Klemperer, despojado de su título académico a causa de su origen judío según las Leyes de Núremberg, tuvo que trabajar en una fábrica y comenzó a utilizar su diario personal como una salida a su frustrante vida. Finalmente, tanto el libro como su autor sobrevivieron inesperadamente a la guerra.
En LTI, Klemperer analiza un idioma alemán convertido por los nazis en una neolengua que pervierte el sentido de nociones como «héroe» o «país» y construye neologismos (por ejemplo, «coventrizar») con la intención de dar un aspecto científico a los discursos, así como a gran parte del comportamiento de todos los días. De hecho, muestra cómo el nuevo idioma llegó a ser adoptado por la mayoría de la población —y no sólo por los partidarios del régimen— de forma natural. Así, Klemperer hace hincapié en la idea de que la resistencia a la opresión comienza por cuestionar el constante uso de palabras de moda.

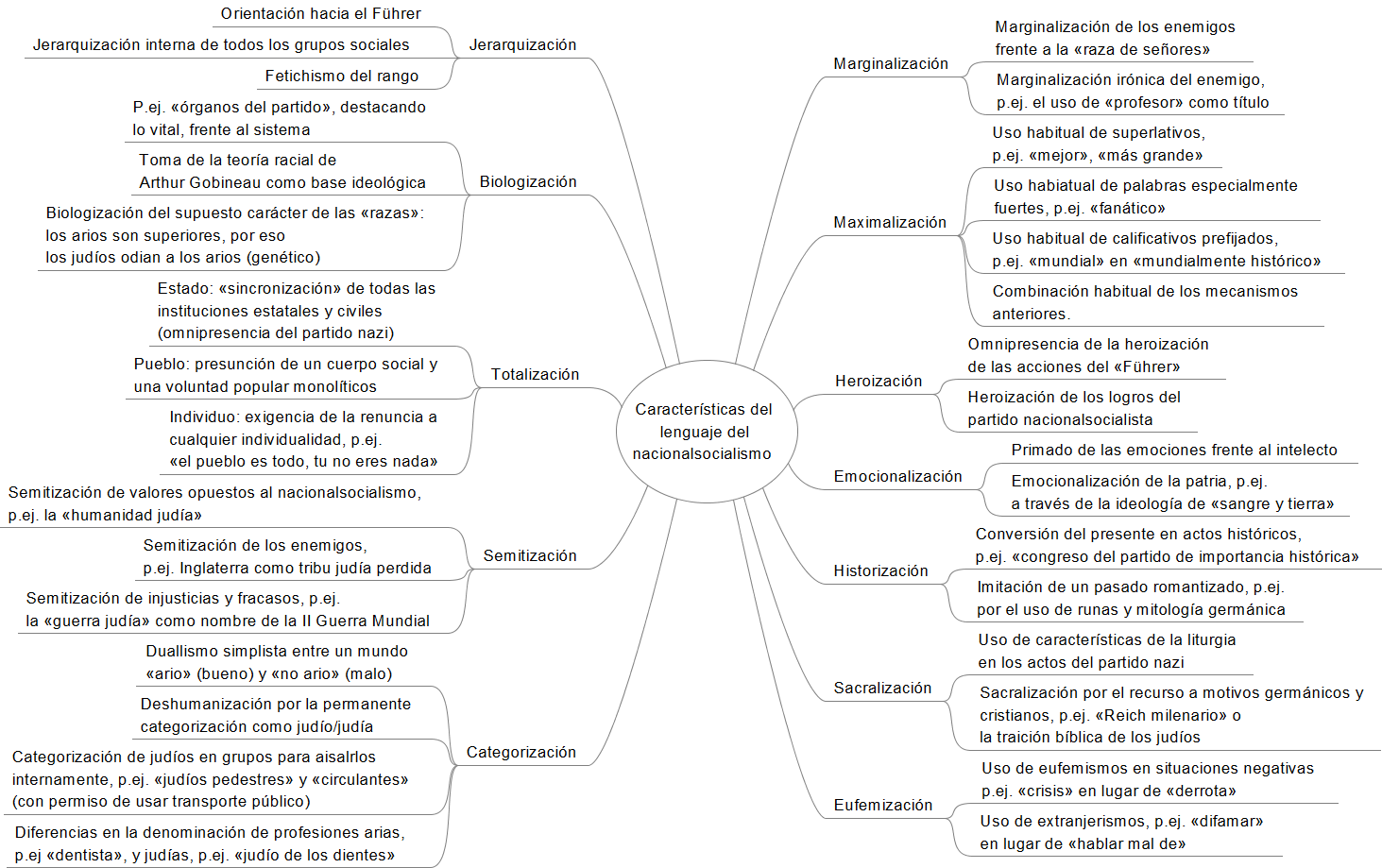
Características del lenguaje del nacionalsocialismo según Klemperer.

—¿Por qué estuvo usted en la cárcel? —pregunté.
—Pues por ciertas palabras... (Había ofendido al Führer, los símbolos y las instituciones del Tercer Reich.)
Fue una iluminación para mí. Al oír esta frase lo vi todo claro. Por ciertas palabras. Por eso y en torno a eso emprendería el trabajo en mis diarios. Quería extraer el balancín de todo cuanto lo rodeaba y limitarme, además, a esbozar las manos que lo sujetaban. Así se creó este libro, no tanto por vanidad, espero, sino más bien por ciertas palabras.
Victor Klemperer, conclusión de LTI, 1947.